# Châtel-en-Trièves
Châtel-en-Trièves est, depuis le 1er janvier 2017, une commune nouvelle française, située dans le département de l'Isère, en région Auvergne-Rhône-Alpes.
Elle est issue de la fusion des deux anciennes communes de Cordéac et Saint-Sébastien, positionnée dans la région naturelle du Trièves et compte une trentaine de hameaux.

## Géographie

### Situation et description
Le périmètre de la commune s'étend sur 47,60 km² sur un gros dénivelé puisque des berges du Drac, nous sommes à 580 mètres d'altitude tandis qu'au point culminant de l'Obiou (massif du Dévoluy) 2789 mètres nous séparent du niveau de la mer. Au sommet du Le Châtel (massif du Dévoluy), l'altitude est de 1937 mètres.
Châtel-en-Trièves est entourée par une large forêt, riche d'une faune et d'une flore diversifiée.

### Communes limitrophes
|                            | Saint-Pierre-de-Mearoz | La Salle-en-Beaumont     |
| Saint-Jean-d'Hérans / Mens | Châtel-en-Trièves      | Quet-en-Beaumont / Corps |
| Saint-Baudille-et-Pipet    |                        | Pellafol                 |

### Climat
Pour des articles plus généraux, voir Climat d'Auvergne-Rhône-Alpes et Climat de l'Isère.
En 2010, le climat de la commune est de type climat de montagne, selon une étude du Centre national de la recherche scientifique s'appuyant sur une série de données couvrant la période 1971-2000. En 2020, Météo-France publie une typologie des climats de la France métropolitaine dans laquelle la commune est exposée à un climat de montagne ou de marges de montagne et est dans la région climatique Alpes du sud, caractérisée par une pluviométrie annuelle de 850 à 1 000 mm, minimale en été.
Pour la période 1971-2000, la température annuelle moyenne est de 8,8 °C, avec une amplitude thermique annuelle de 17,4 °C. Le cumul annuel moyen de précipitations est de 1 007 mm, avec 9,4 jours de précipitations en janvier et 5,9 jours en juillet. Pour la période 1991-2020, la température moyenne annuelle observée sur la station météorologique de Météo-France la plus proche, « La Mure-radome », sur la commune de La Mure à 6 km à vol d'oiseau, est de 8,5 °C et le cumul annuel moyen de précipitations est de 948,6 mm,. Pour l'avenir, les paramètres climatiques de la commune estimés pour 2050 selon différents scénarios d'émission de gaz à effet de serre sont consultables sur un site dédié publié par Météo-France en novembre 2022.

## Urbanisme

### Typologie
Au 1er janvier 2024, Châtel-en-Trièves est catégorisée commune rurale à habitat très dispersé, selon la nouvelle grille communale de densité à sept niveaux définie par l'Insee en 2022.
Elle est située hors unité urbaine et hors attraction des villes,.

### Risques naturels et technologiques

#### Risques sismiques
L'ensemble du territoire de la commune de Châtel-en-Trièves est situé en zone de sismicité no 3 dite « modérée » (sur une échelle de 1 à 5), comme la plupart des communes de son secteur géographique. Elle se situe cependant au sud de la limite d'une zone sismique classifiée de « moyenne ».
| Type de zone | Niveau            | Définitions (bâtiment à risque normal) |
| ------------ | ----------------- | -------------------------------------- |
| Zone 3       | Sismicité modérée | accélération = 1,1 m/s2                |

## Histoire
En 1790, au moment où les communes sont créées en France, les deux villages sont rassemblés et forment la commune de Saint-Sébastien et Cordéac-en-Morges.
Dans l'Antiquité un axe principal passait non loin, reliant ainsi Rome, Lyon et Vienne.
Cependant, les tensions religieuses entre protestants et catholiques vont faire qu'en 1865, celles-ci se séparent. Ce sera Cordéac d'un côté et Saint-Sébastien de l'autre pour près de 150 ans.
La commune nouvelle de Châtel-en-Trièves est créée par l'arrêté préfectoral du 18 novembre 2016 avec effet au 1er janvier 2017. Le nom est ainsi tiré de la montagne qui surplombe la commune, le Châtel ou Bonnet de Calvin, d'une altitude de 1 931  mètres .

## Politique et administration

### Liste des maires
| Période                                  | Période  | Identité         | Étiquette | Qualité |
| ---------------------------------------- | -------- | ---------------- | --------- | ------- |
| Les données manquantes sont à compléter. |          |                  |           |         |
| 2017                                     | 2020     | Victor Vecchiato |           |         |
| 2020                                     | En cours | Fanny Lacroix    | Modem     |         |

## Population et société

### Démographie
En 2013, la population totale des deux communes regroupées représentait 474 habitants.
| Nom                     | Code Insee | Intercommunalité | Superficie (km2) | Population (dernière pop. légale) | Densité (hab./km2) |
| ----------------------- | ---------- | ---------------- | ---------------- | --------------------------------- | ------------------ |
| Saint-Sébastien (siège) | 38456      | CC du Trièves    | 20,98            | 260 (2014)                        | 12                 |
| Cordéac                 | 38125      | CC du Trièves    | 26,62            | 207 (2014)                        | 7,8                |

### Enseignement
La commune, rattachée à l'académie de Grenoble, possède une école et une cantine. C'est une classe unique, accueillant des élèves du CP au CM2. L'école a été au cœur des enjeux du rapprochement de Cordéac et Saint-Sébastien. En effet l'école de Cordéac, menacée de fermeture en 2016 de par la proportion d'élèves diminuant d'année en année a pu, en se joignant avec Saint-Sébastien, garder un enseignement de proximité pour les élèves de l'école élémentaire.

### Manifestations culturelles et festivités
L'association Ciné Châtel reliée à l'Écran Vagabond du Trièves, organise la diffusion de productions cinématographiques un vendredi par mois à la salle des fêtes de Cordéac.

La commune possède également un comité des fêtes, le Saint Seb Animé, auteur de différents évènements au cours de l'année telle que la fête du village.

### Médias
Historiquement, le quotidien régional Le Dauphiné libéré consacre, chaque jour, y compris le dimanche, dans son édition de Romanche et Oisans, un ou plusieurs articles à l'actualité de la commune, de son canton, ainsi que des informations sur les éventuelles manifestations locales.

### Cultes
Les églises (propriété de la commune) et la communauté catholique de Châtel-en-Trièves dépendent de la paroisse Notre-Dame d'Esparron (Relais du Drac), elle-même rattachée au diocèse de Grenoble-Vienne.
Il existe également un temple réformé.

## Économie

### Emploi
L'agriculture est la première activité économique de la commune. 

## Culture locale et patrimoine

### Monuments
- Église catholique de Cordéac
- Temple protestant de Saint Sébastien
- Vestiges du bourg fortifié de Puy-Boson et du château fort sur motte de Puy-Boson, du XIIe siècle[20].
- Château fort sur motte de Troussepaille, du XIIIe siècle[20]
- Vestiges du château de Châteauvieux[20].

Quelques photos de différents lieux et monuments de Châtel en Trièves
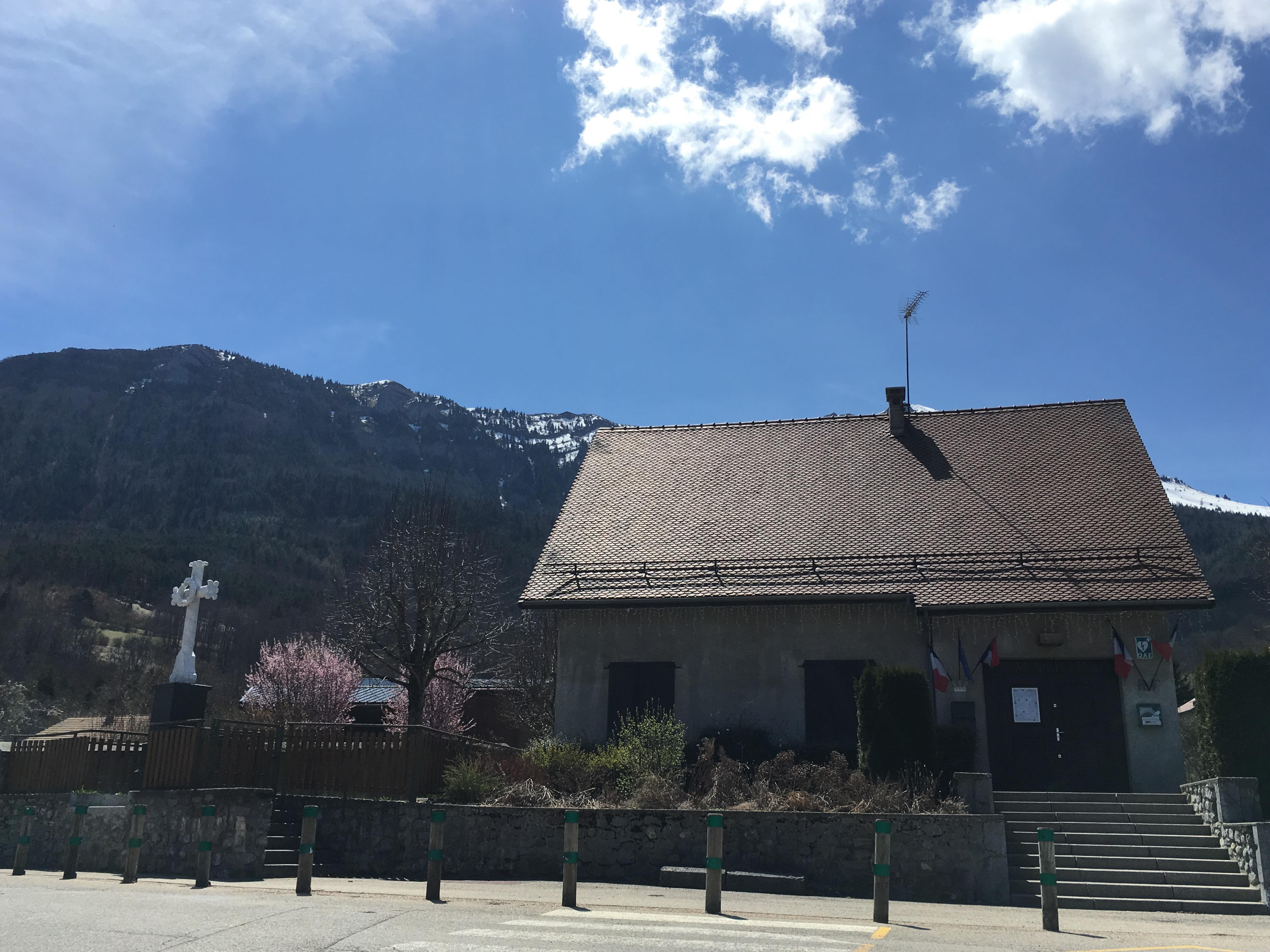
Mairie de Cordéac
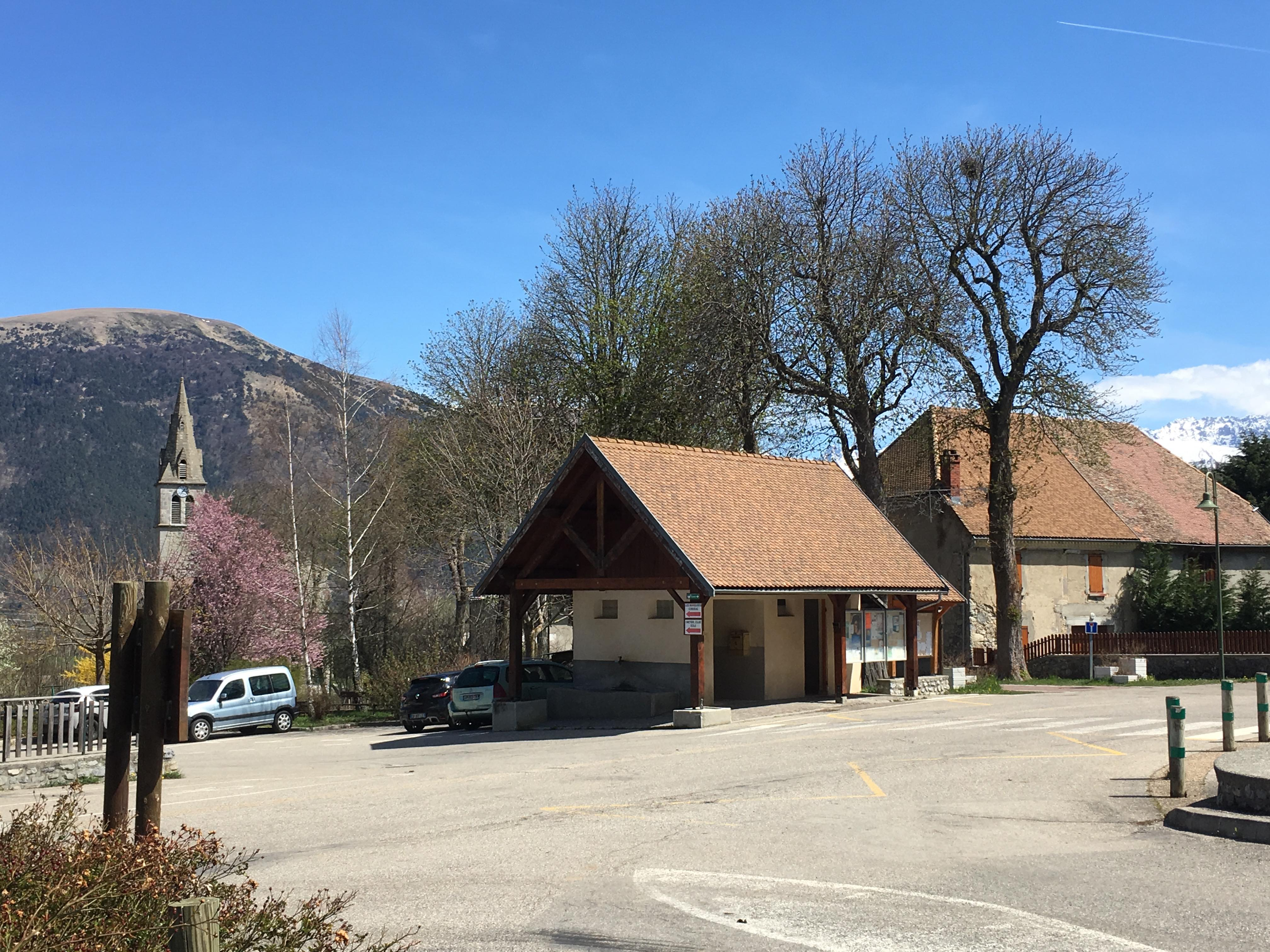
le lavoir, place de la mairie
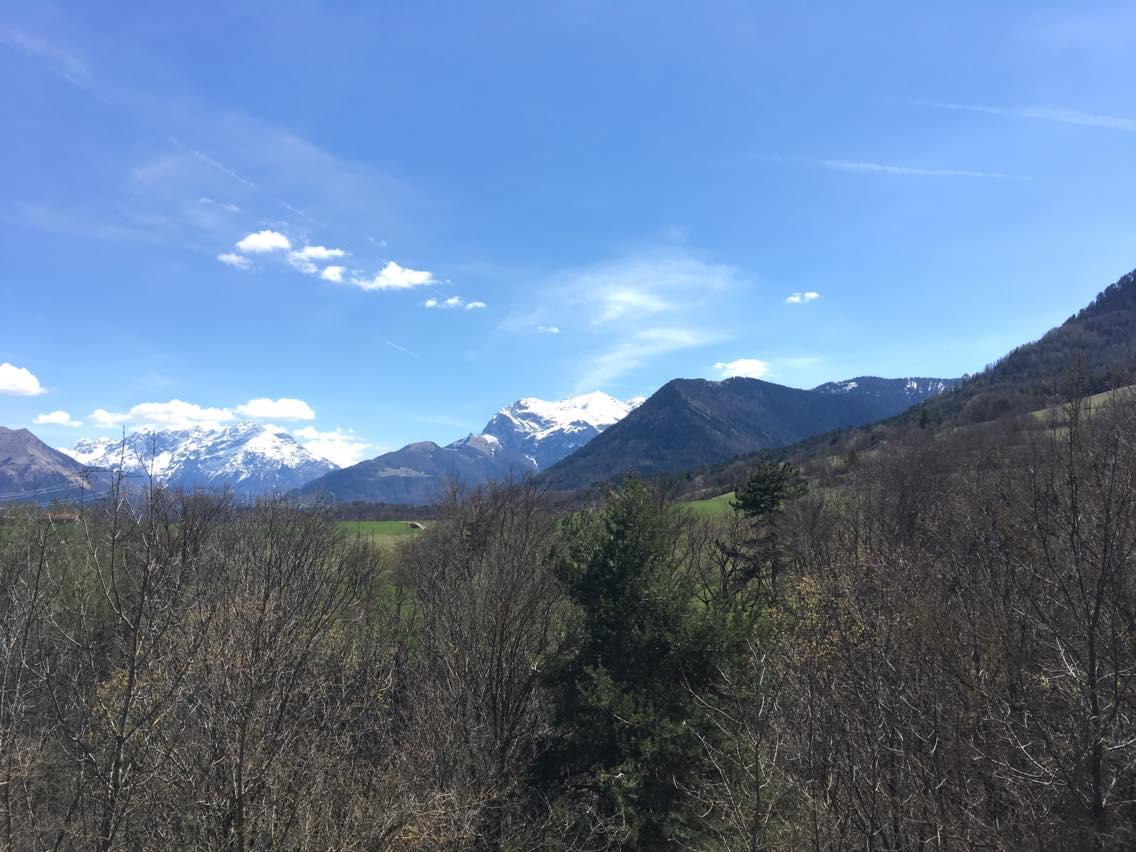
vue sur la montagne
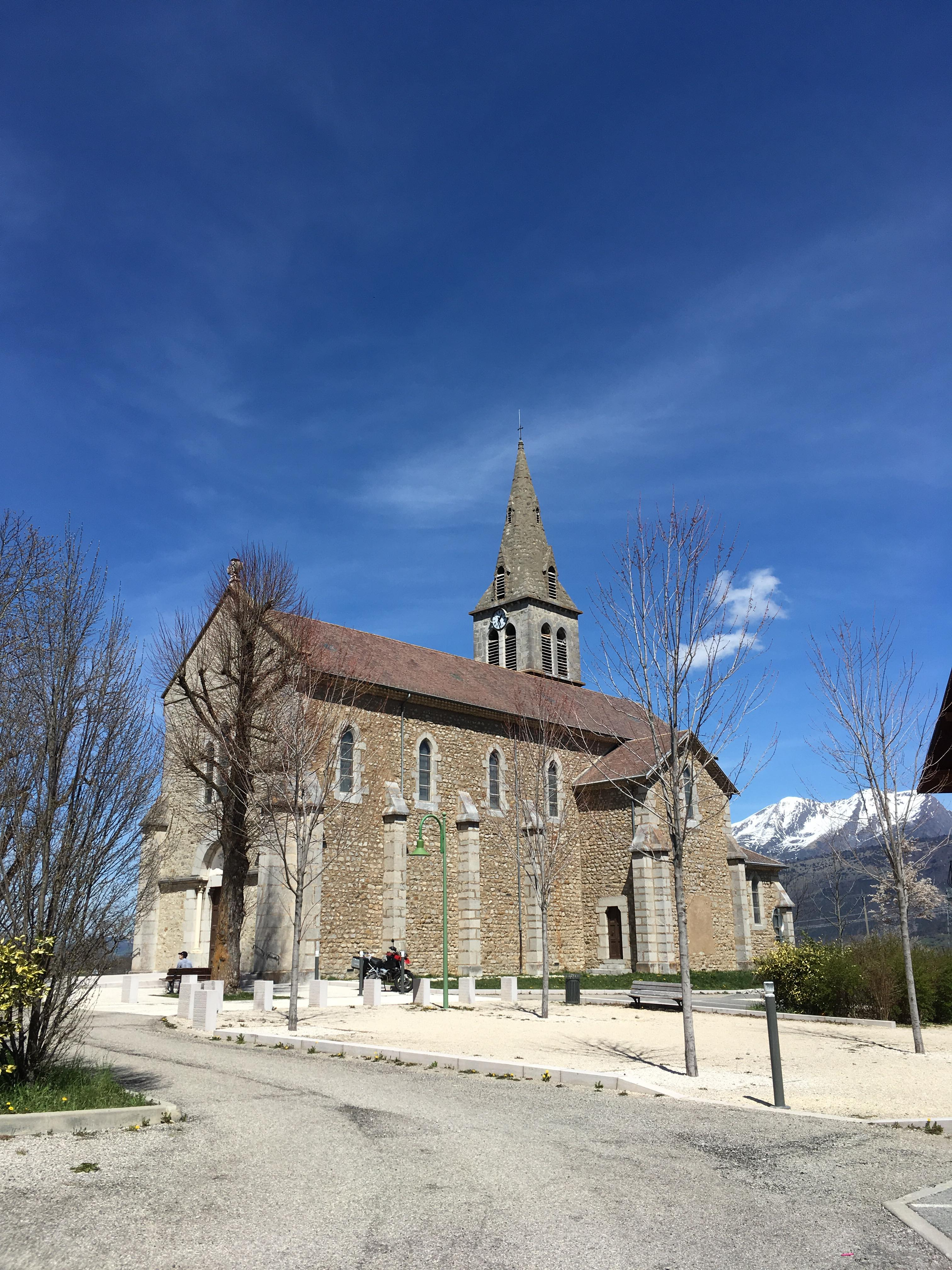
église de Cordéac
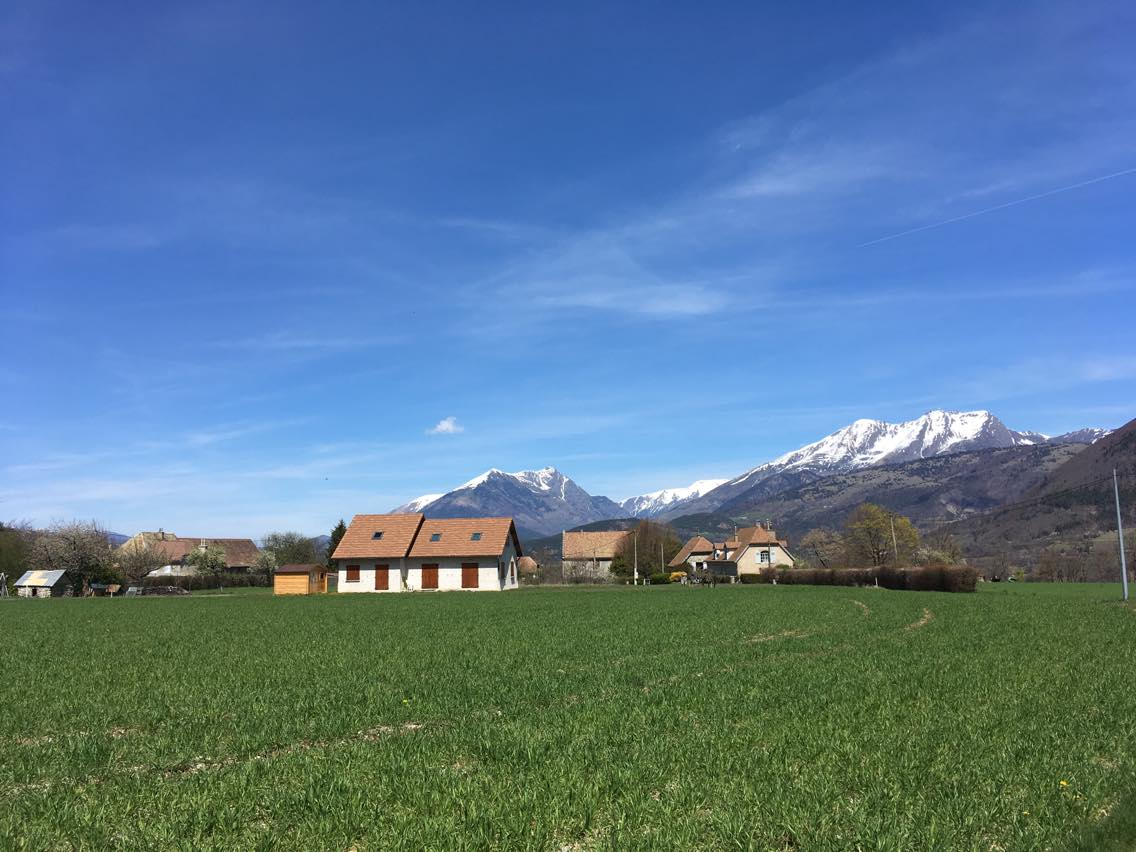
maisons neuves
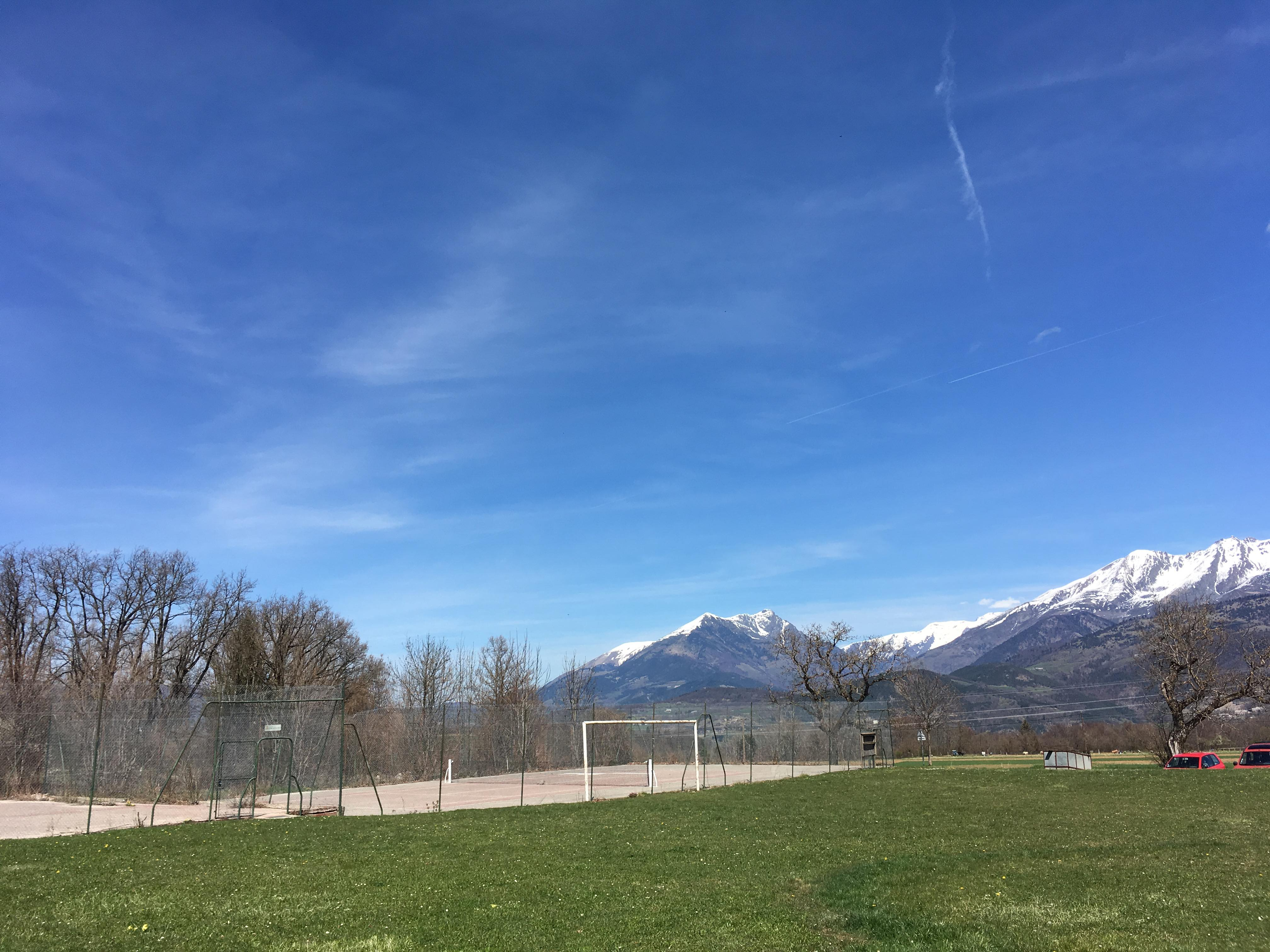
terrain de tennis
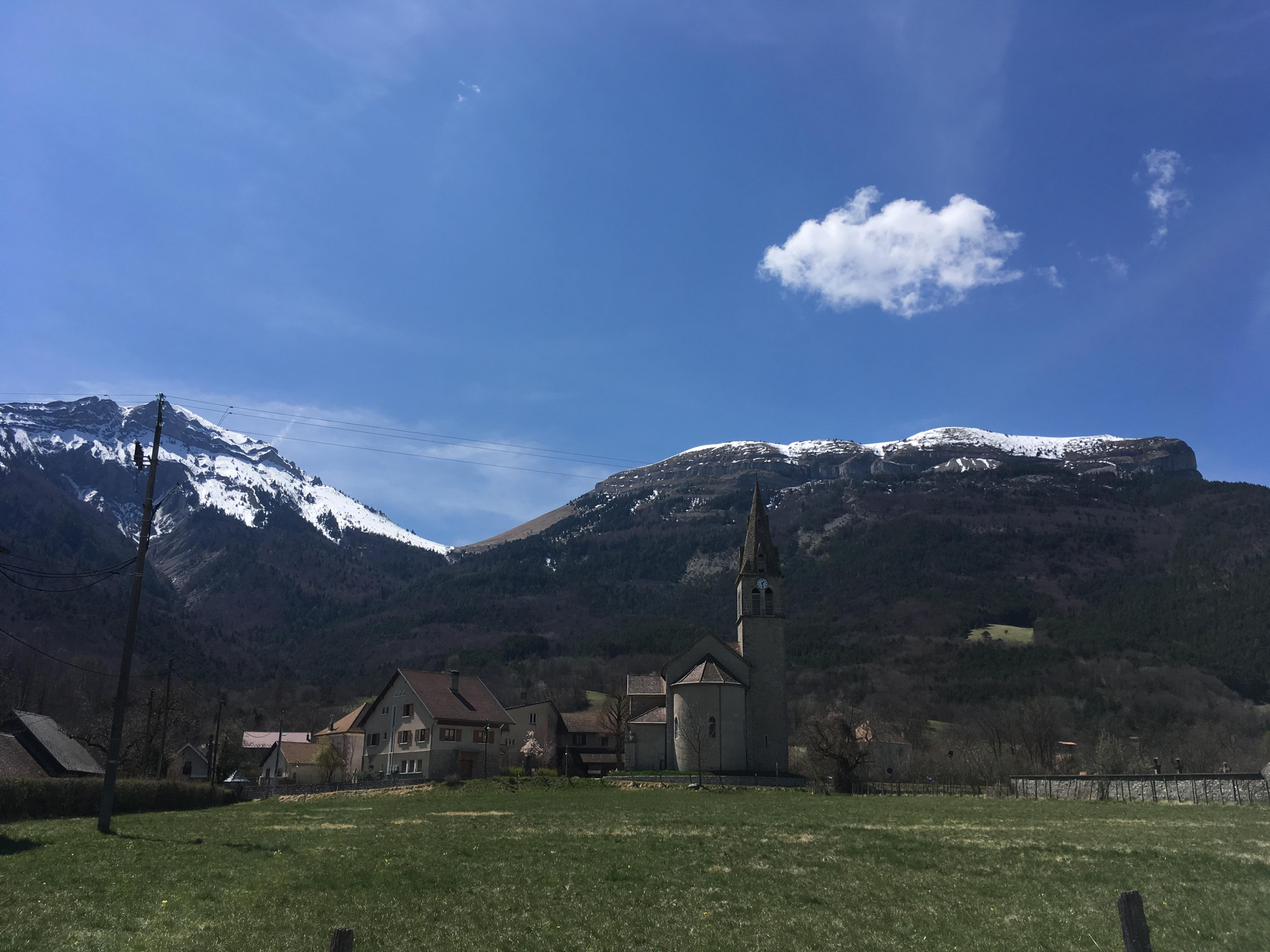
le Châtel ou Bonnet de Calvin dominant le village
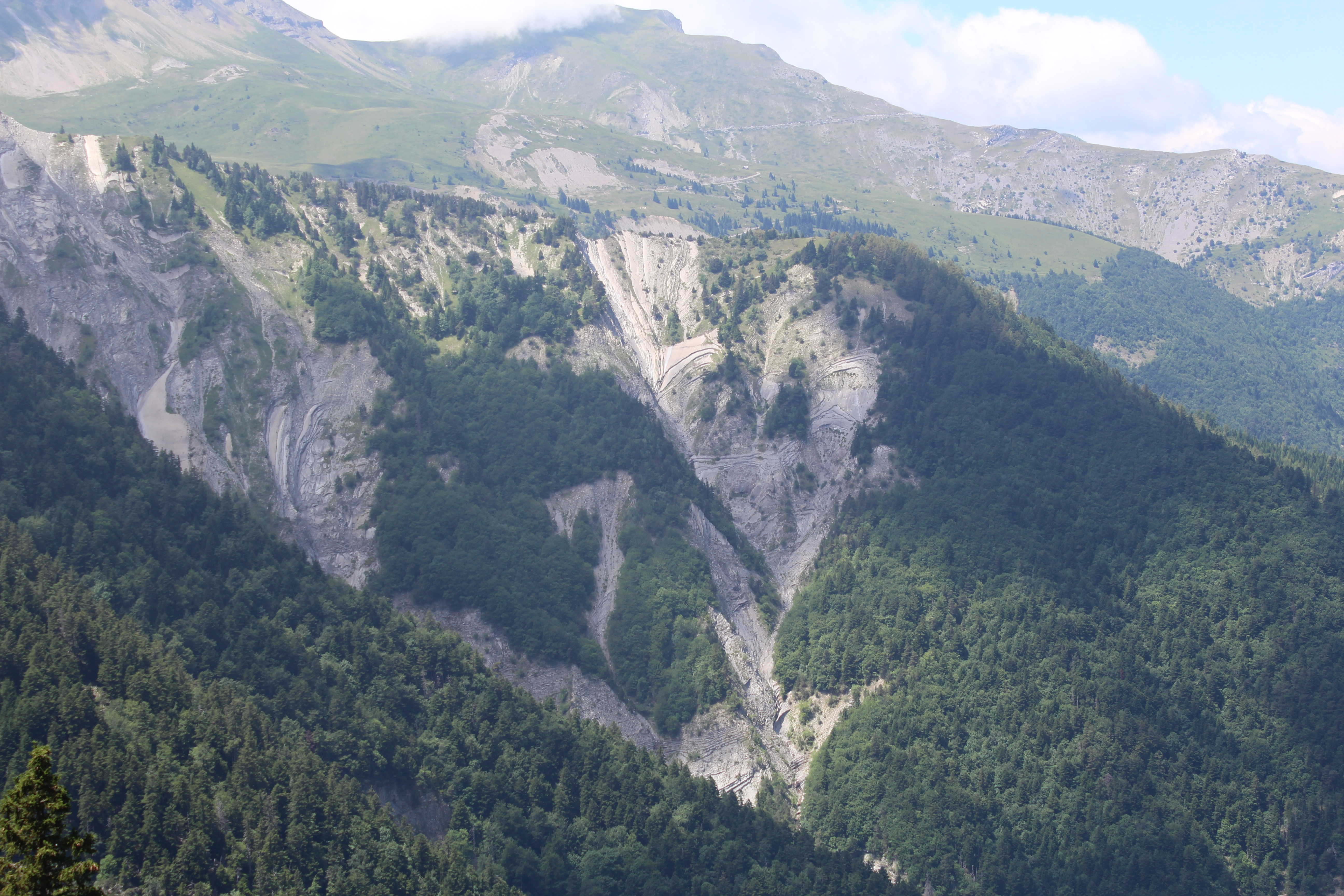
Pey Pabron

### Héraldique
|  | Châtel-en-Trièves possède des armoiries dont l'origine et le blasonnement exact ne sont pas disponibles. |

## Pour approfondir